# Искусственный язык

Флаг искусственных языков, созданный подписчиками рассылки CONLANG. Флаг представляет собой Вавилонскую башню на фоне восходящего солнца

Иску́сственные языки́ — языки, созданные для воплощения некой цели: иллюстрации философской концепции, проведения экспериментов, международного общения (плановые языки), использования в художественном произведении или в качестве хобби. Искусственные языки противопоставляются естественным, которые возникают в сообществе, не ставящем себе целью разработку языка. Искусственных языков существует более тысячи, постоянно создаются новые. На них выходит периодика, публикуют литературу, создают музыку.

## Определение и классификация
Определить понятие «искусственные языки» может быть затруднительно. Это языки, которые возникли не сами собой (как естественные), не из коммуникативной нужды (как пиджины и креольские), но которые могут быть использованы для бытового общения людей (в отличие от языков программирования и других научно-технических систем); в то же время они представляют собой не обособленную группу, а один из полюсов спектра: естественные языки могут подвергаться стандартизации и другим видам языкового планирования, изменяясь до такой степени, что становятся близки к искусственным языкам.
Искусственные языки обычно делят по двум критериям: методике и причине создания. Выделяют априорные (созданные с нуля) и апостериорные (основанные на других) искусственные языки, а также международные вспомогательные языки для коммуникации, вымышленные языки из вымышленных вселенных и сконструированные языки, созданные для научных или философских целей. В отличие от пиджинов, искусственные языки создаются намеренно, обычно — одним человеком, коллективное языкотворчество встречается значительно реже.
Ещё искусственные языки можно разделить по степени зависимости от естественных языков: натуралистичные призваны имитировать естественные языки, тогда как схематичные стремятся к максимальной стройности своих парадигм и минимальному количеству исключений из правил. В некоторых случаях искусственный язык фактически является контролируемым регистром естественного языка, таким как бейсик-инглиш, хотя отнесение этих идиомов к языкам вызывает споры. Также существуют искусственные языки, основанные на других искусственных языках, обычно из-за раскола в сообществе; именно так от эсперанто откололись идо, эксельсиоро, эсперанто-сен-флексио, современный эсперанто, а от идо — идо-аванцит; языки «семьи волапюка» — балта, велтпарл и идиом-неутраль.
Стандарт ISO 639-2 содержит код art для обозначения искусственных языков. Однако некоторые искусственные языки имеют свои собственные коды ISO 639 (например, eo и epo для эсперанто, jbo для ложбана, ia и ina для интерлингвы, tlh для клингонского языка и io и ido для идо).

## Создание
Многие искусственные языки не обладают полнотой естественных: они могут иметь очень ограниченный словарь, обладать упрощённой грамматикой или вовсе не иметь фонетики (в частности, многие из искусственных языков XVII и XVIII веков были пазиграфными или чисто письменными языками); в этом случае их называют «миниатюрными искусственными языками».
Некоторые создатели языков сперва придумывают письменность, а затем на её основе разрабатывают грамматику (у естественных языков письменность всегда вторична), другие разрабатывают орфографию после грамматики, а третьи делают оба дела одновременно. Помимо письменности к языку могут создавать также различные шрифты и использовать их в иллюстрациях. В то же время письменность может вовсе не иметь никакого отношения к языку и присутствовать исключительно для эстетического эффекта, как клингонское письмо или письмо инопланетян из фильма «Прибытие».

Рукописный текст на искусственном языке
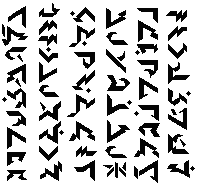
Текст на языке ифкуиль, записанный созданным для него шрифтом

## История
До XVII столетия искусственные языки создавались крайне редко, обычно им приписывались сверхъестественные свойства. Следующий возникший вид искусственных языков — философские, они начали появляться в XVII веке. Затем во второй половине XIX столетия возникло несколько международных языков. В начале XX века стали появляться языки, замышлявшиеся как важная часть художественных произведений; позднее из этой разновидности возникло создание языков для удовольствия. Самый недавний вид искусственных языков появился для проведения психолингвистических экспериментов.

### Ранние языки

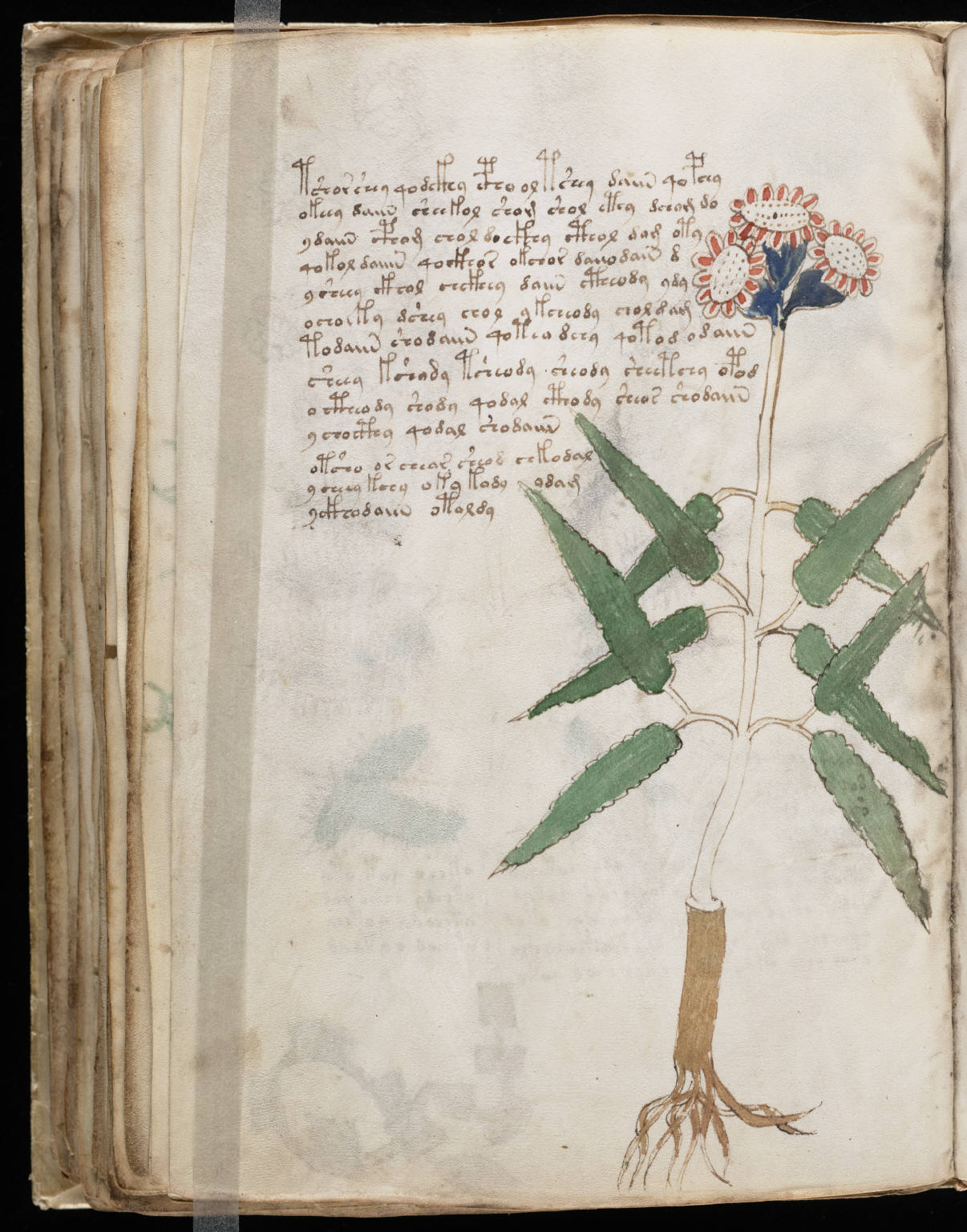
Манускрипт Войнича может быть записью искусственного языка

Однозначно установить, когда был создан первый искусственный язык, невозможно; вероятно, языки создают столько же времени, сколько они существуют. Самые ранние известные искусственные языки считали «сверхъестественными», мистическими, или божественно вдохновлёнными. Язык Lingua Ignota, созданный в XII веке монахиней Хильдегардой Бингенской для общения с Богом, стал первым сохранившимся полностью искусственным языком. Создатели енохианского языка, оккультисты Джон Ди и Эдвард Келли, также пытались с его помощью получать сообщения от ангелов. Примером из османской культуры служит язык Балейбелен, изобретённый в XVI веке. Музыкальные языки Возрождения были связаны с мистикой, волшебством и алхимией и иногда также назывались языком птиц.

### Универсальные языки

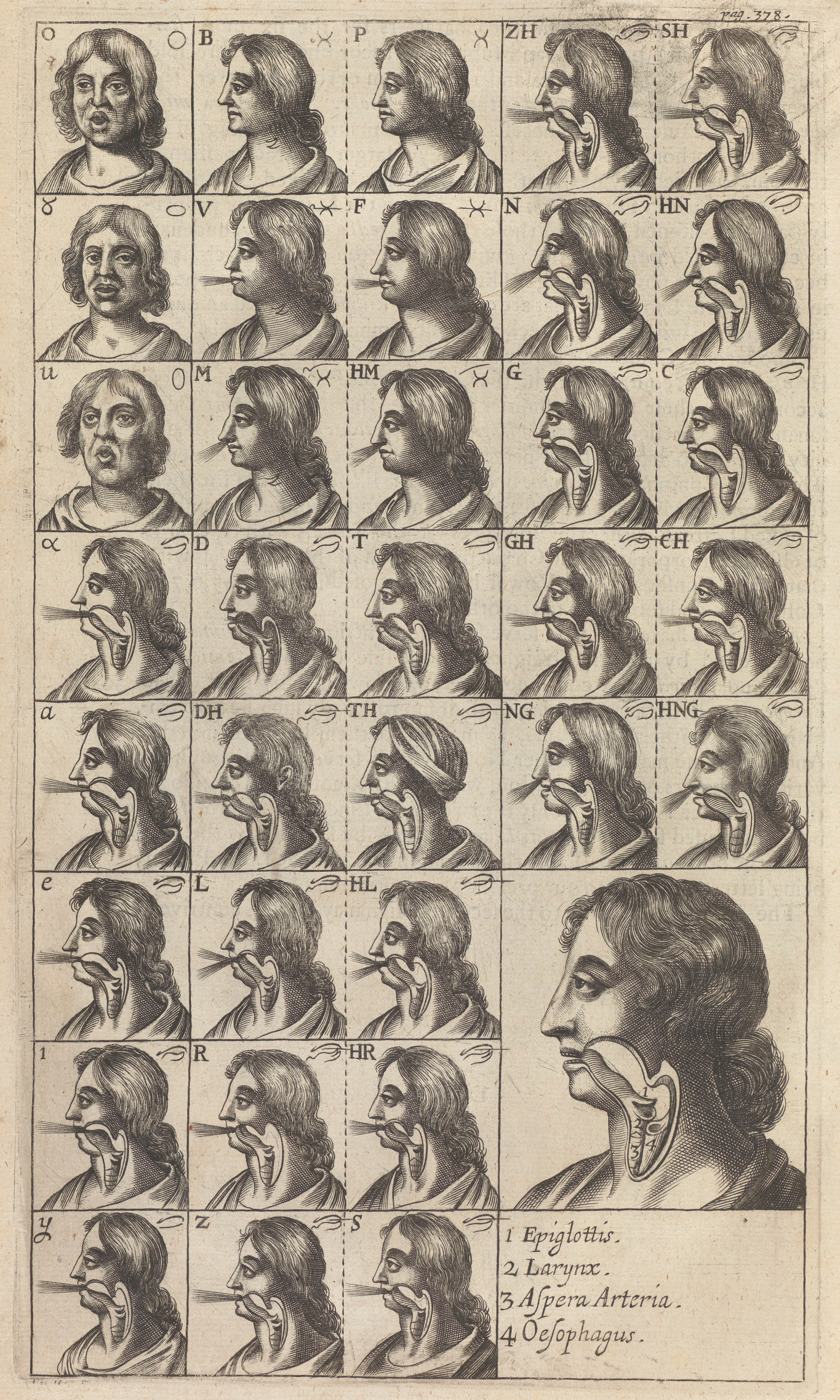
Фонологический инвентарь языка Уилкинса

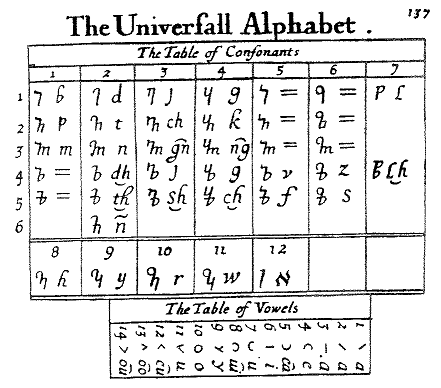
«Универсальный алфавит» Лодвика

Философские языки именуются также универсальными — их целью является улучшение коммуникации, создание логичной универсальной системы для общения, которая бы при этом имела минимальную избыточность. Авторы философских языков опирались на идеи Возрождения о рациональности и познании как высшем стремлении человека. Кроме того, авторы философских языков часто считали, что «лучший» язык улучшит и мышление (гипотеза Сепира — Уорфа). Временем их расцвета был XVII век, однако ни один из языков этого типа не завоевал популярности.
Наиболее известный язык этого типа принадлежит Джону Уилкинсу, он предпринял попытку создания языка на основе иерархической семантической классификации и описал свои соображения в трактате «Опыт о подлинной символике и философском языке». Язык Уилкинса использует семантическую классификацию для создания лексики; к примеру, слова «собака» и «волк» в нём этимологически родственны, что сразу же показывает связь между обозначаемыми ими понятиями. Другие известные философские языки того периода создавали Фрэнсис Лодвик, Томас Уркхарт (Logopandecteision), Джордж Далгарно.
Усилия по составлению иерархической системы человеческих знаний впоследствии привели к появлению французской Энциклопедии, однако Лейбниц и составители Энциклопедии поняли, что невозможно определённо уложить все человеческие знания в древовидную схему, и, следовательно, построить априорный язык, основанный на такой классификации понятий. Д’Аламбер критиковал проекты универсальных языков предыдущего века. Отдельные авторы, как правило, не знавшие об истории идеи, продолжали предлагать таксономические универсальные языки до начала XX века (например, язык ро), но самые последние языки ограничивались конкретной областью, как, например, математический формализм или вычисления (например, линкос и языки программирования), другие были предназначены для устранения синтаксической неоднозначности (например, логлан и ложбан). Языки токипона и ыфкуиль близки к универсальным, однако основной целью первого заявлено «упрощение мышления» и «усиление внимания к деталям», а второго — «максимальная точность и максимальная краткость».
Многие письменности для универсальных языков XVII века появились под впечатлением европейцев от китайской иероглифической письменности; их создатели считали, что идеальная письменность позволит людям иметь разные устные языки, но общаться между собой на письме.
Для лингвистики универсальные языки представляют в основном исторический интерес как пример ранних попыток выделения семантических свойств, однако проект Уилкинса выделяется среди них благодаря интересу к произвольности языкового знака и стремлению его преодолеть за два века до работ де Соссюра.

### Плановые языки

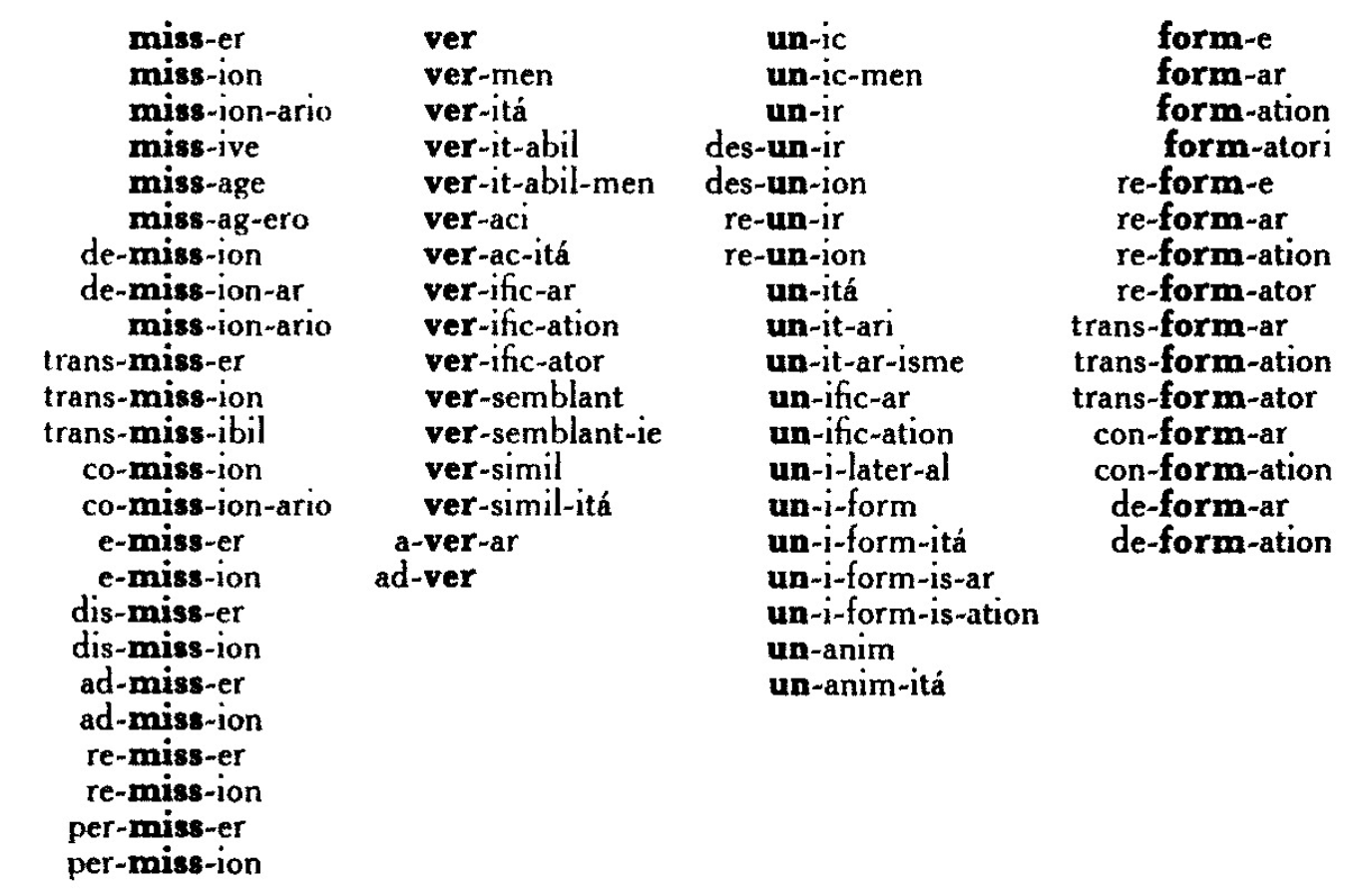
Словообразование в плановом языке окциденталь

В период 1850—1920 годов в Европе активизировалось создание плановых языков, чьей задачей было позволить людям, говорящим на разных языках, общаться между собой; в среднем в эти годы публиковали по три языка в год, а в 1886—1916 годы суммарно вышло 150 международных языков. Причиной этого стало появление железных дорог, почтовой и телеграфной связи, что вызвало резкое увеличение транспортной и информационной связности Европы, а следовательно, — и возможностей для общения.
Язык сольресоль, созданный в 1866 году и использовавший для коммуникации музыкальные ноты, завоевал некоторую популярность в последней трети XIX века. Первым по-настоящему популярным международным языком стал волапюк, созданный в 1879—1880 годах священником Иоганном Шлеером. Волапюк имеет богатую парадигму склонения существительных, — суффиксы для четырёх падежей и двух чисел, — и спряжения глаголов — приставки для выражения видовременных значений и залога, а также суффиксы для лица, числа и наклонения.
В 1887 году Людвик Лазарь Заменгоф опубликовал описание самого успешного искусственного языка — эсперанто. Он напоминает волапюк, хотя содержит меньше словоизменительной морфологии, а в лексике у него сильнее влияние латыни и её современных потомков. В 1907 году вышел идо, производный от эсперанто, который почти полностью избавился от словоизменения, а в 1928 — новиаль, перешедший к аналитизму и в глагольной морфологии.
| Эсперанто | La                              | virino                          | hav-as                          | ruĝa-j-n                        | pomo-j-n                        |                                 |
| глоссы    | артикль                         | женщина                         | иметь-PRES                      | красный-PL-ACC                  | яблоко-PL-ACC                   |                                 |
| Идо       | La                              | muliero                         | hav-as                          | reda                            | pom-i                           |                                 |
| глоссы    | артикль                         | женщина                         | иметь-PRES                      | красный                         | яблоко-PL                       |                                 |
| перевод   | «У женщины есть красные яблоки» | «У женщины есть красные яблоки» | «У женщины есть красные яблоки» | «У женщины есть красные яблоки» | «У женщины есть красные яблоки» | «У женщины есть красные яблоки» |

У всех вышеуказанных языков появилось большое количество пользователей, и по состоянию на 2023 год лишь волапюк почти полностью растерял популярность. Систематического учёта носителей искусственных языков не ведётся, и их число можно назвать лишь приблизительно. Согласно справочнику Этнолог, с рождения на эсперанто говорит 200—2000 человек. Почти все они получают непоследовательные и фрагментарные данные от родителей (почти всегда — отца) и утрачивают язык к подростковому возрасту, являясь по факту эритажными носителями эсперанто.
С точки зрения структуры плановые языки в основном напоминают естественные, так как они создаются для изучения взрослыми людьми; это важное отличие от философских языков. Почти все ранние европейские международные языки имеют типично-европейскую фонологию (с противопоставлением звонких и глухих согласных и частыми стечениями согласных), порядок слов SVO, правое ветвление и перенос вопросительного слова в начало предложения в специальных вопросах; у них крайне регулярная морфология, обычно агглютинативная, а лексика взята из крупных европейских языков. Большинство международных языков имитирует естественные языки романской ветви индоевропейской семьи (для них появился даже уничижительный термин «евроклон»), однако существует отдельный класс международных славянских языков, включая словио и межславянский язык, а также как минимум два панафриканских языка: африхили и госа.
Для лингвистики языки этой категории предоставляют материал для изучения языковых универсалий и реакции на нарушение ожиданий: так, грамматика волапюка более необычна, чем грамматика эсперанто (например, там суффикс падежа предшествует суффиксу числа), это может быть одной из причин, по которой первый считают более сложным, чем второй. Сравнение скорости усвоения близких языков с разными стратегиями словообразования, таких как эсперанто и интерлингва, может быть полезно для сравнения усвоения языка у детей и взрослых.
Развитие международных языков также повторяет развитие лингвистики как науки: в волапюке отмечается влияние младограмматиков, структуралист Рене де Соссюр работал над эсперанто, Отто Есперсен был увлечён идо и создал новиаль, и так далее. При этом в дальнейшем лингвисты в основном отошли от создания искусственных языков, и даже проявляли неприязнь к этому занятию, хотя в конце XX столетия многие лингвисты вновь обратились к вымышленным языкам.
Интерлингвистика практически не касается лингвистики и не находится с ней в диалоге.

### Вымышленные языки

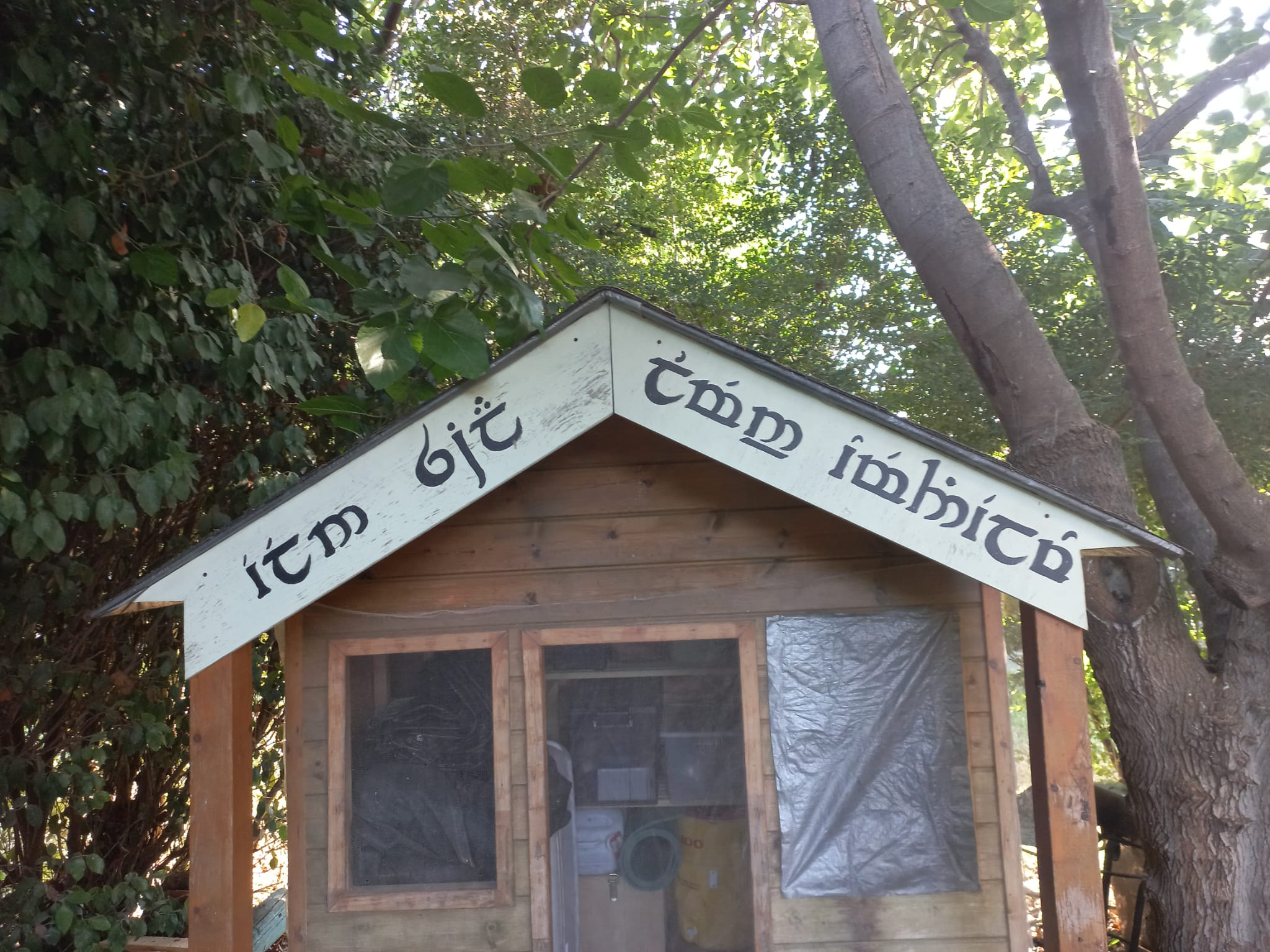
Надпись на квенья

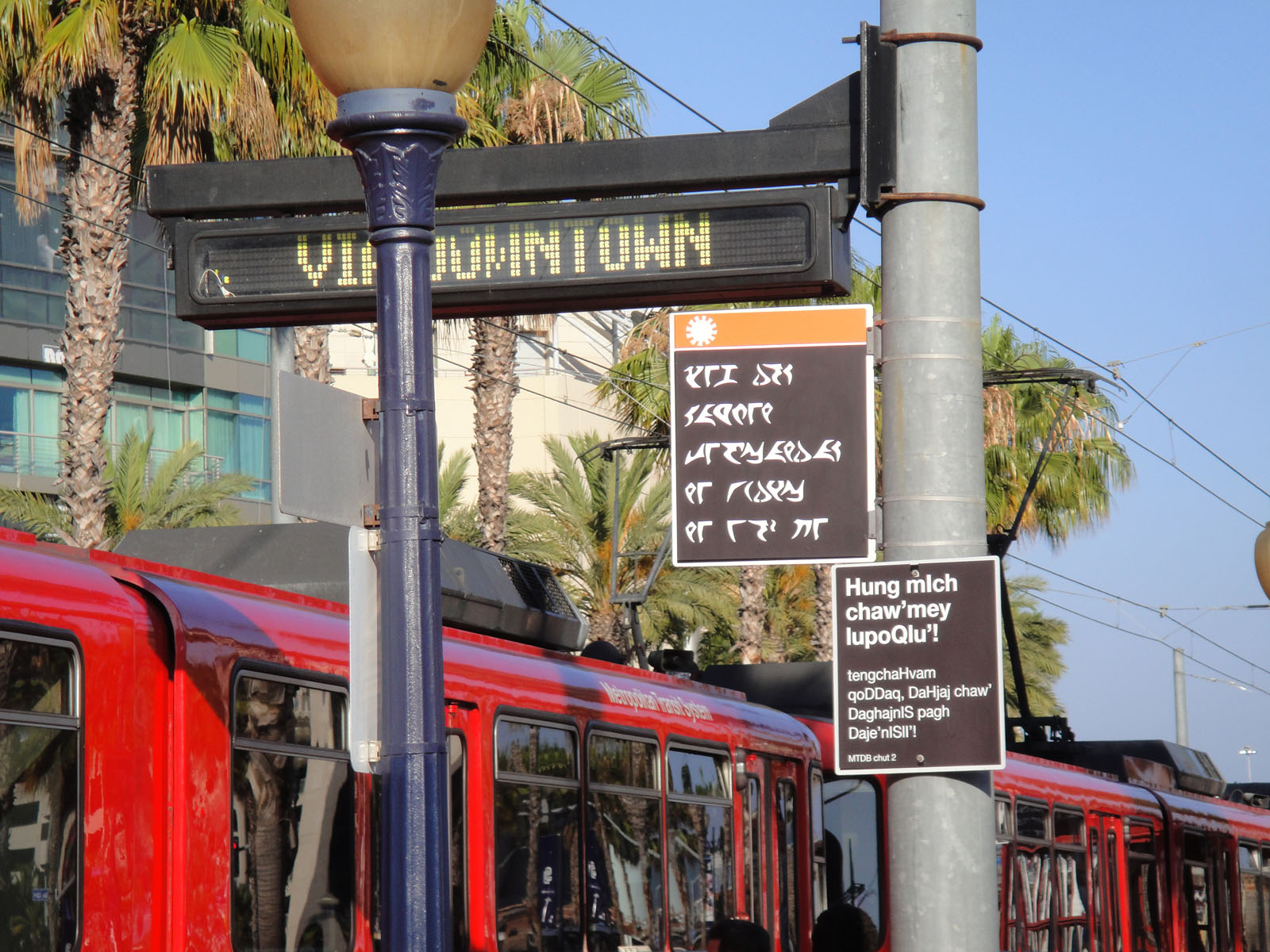
Дорожные знаки на клингонском на Комикконе

Языки, созданные для использования в художественных произведениях, начинают появляться в ранней современной литературе (в «Гаргантюа и Пантагрюэле», в утопиях), но получают известность в качестве серьёзных проектов только в начале XX века. Ранним примером романа с придуманным для него языком была «Принцесса Марса» Эдгара Берроуза.
Толчок развитию вымышленных языков дал Джон Толкин: филологическое образование позволяло ему создавать натуралистичные языки с нуля, дополняя мир своих произведений новыми уровнями глубины и проработки. Толкина заботили эстетические черты его языков, в особенности их звучание. Он был первым учёным, который стал обсуждать художественные языки публично, и прочёл лекцию под названием «Тайный порок» на конгрессе в 1931 году, в которой также высказал идею о создании языков для развлечения. С 1880-х годов и до лекции Толкина считалось, что создание языков следует держать в тайне (отсюда и название лекции). Его подход, при котором вымышленный язык обогащает придуманный мир, постепенно завоевал популярность среди фантастов, а популяризаторская деятельность Толкина заложила основу для появившегося в 1990-х годах сообщества людей, занятых созданием языков, — конлангеров.
Одним из первых вымышленных языков современного поколения был пакуни, созданный Викторией Фромкин для детского телесериала Land of the Lost, далее появились клингонский язык Марка Окранда, на’ви — Пола Фроммера, дотракийский и язык фременов — Дэвида Питерсона; существует и множество других, в том числе разрабатываемых фанатами после выхода произведений из отдельных слов, которые там прозвучали. Вымышленные языки часто создаются очень тщательно и подробно описаны, их авторы изучают лингвистическую типологию, выбирая из неё понравившиеся особенности; все примеры, приведённые в прошлом предложении, созданы лингвистами, причём Виктория Фромкин относится к выдающимся учёным этой науки.
Ввиду малого количества говорящих вымышленные языки вызывают ограниченный интерес лингвистов, хотя существуют научные статьи, посвящённые, например, усвоению клингонской просодии и сравнению разных искусственных языков между собой. В исследовании клингонского, на’ви, дотракийского и квеньи на следование языковым универсалиям Гринберга был сделан вывод о том, что дотракийский и квенья наиболее натуралистичны, на’ви натуралистичен, но выглядит как нетипичный естественный язык, тогда как клингонский нарушает так много универсалий, что его невозможно назвать натуралистичным (в нём имеется несколько типологических шуток). Журнал Fiat Lingua регулярно публикует обзоры искусственных языков, созданных энтузиастами.

### Языки для научных целей
Для проведения психолингвистических экспериментов по усвоению языка оказываются очень удобны именно искусственные языки, которые можно создавать с любыми чётко заданными параметрами, полностью контролируя также весь подаваемый испытуемым объём данных. Это позволяет тестировать детей и взрослых почти что идентичным образом. К примеру, если дать испытуемым данные двух языков, в одном из которых множественное число обычно образуется регулярно, одним и тем же суффиксом, а во втором нерегулярное склонение встречается примерно в половине случаев, дети пытаются применять ко всем новым словам первого (но не второго) языка регулярный суффикс, а взрослые пытаются понять вероятность использования суффикса в обоих языках.
Искусственные языки также могут иметь педагогическую ценность для усвоения естественных: в экспериментах было показано, что изучение эсперанто упрощает изучение последующих языков, однако экспериментального сравнения между обучением эсперанто и обучением другому естественному языку перед целевым естественным языком не проводилось. Обучение говорящих на индоевропейских языках Европы эсперанто в качестве подготовки перед преподаванием других языков носит название падерборнский метод.
Известны случаи применения искусственных языков в обучении лингвистике как дисциплине: их лексика может использоваться для лингвистических задач, а создание своего языка быть заданием для курса любого уровня. Учебник лингвистической антропологии The Anthropology of Language: An Introduction to Linguistic Anthropology содержит такое задание с первого издания.

## Плановые языки и языковое планирование
Возрождаемые языки часто имеют много общего с искусственными. Так, современный иврит был основан на древнееврейском языке, а не создан с нуля, но он претерпел значительные изменения. Вследствие этого некоторые лингвисты, включая Гилада Цукермана, утверждают, что современный иврит основан не только на иврите, но и на идише и других языках, на которых говорят последователи движения за возрождение иврита. Аналогичные соображения высказывались о создании новой лексики и для других возрождаемых языков, в частности, корнского и маори.
Искусственные языки, получившие достаточное распространение, начинают развиваться похоже на естественные, хотя и не подвергаются креолизации, как пиджины. Эсперанто как современный разговорный язык значительно отличается от первоначального варианта, опубликованного в 1887 году, так что современные выпуски грамматики, Fundamenta Krestomatio, созданной в 1903 году, требуют множества сносок на синтаксические и лексические различия между ранним и современным эсперанто. Эсперанто сравнивают с искусственным международным жестовым языком джестуно и появившимся в 1970-е естественным никарагуанским жестовым языком.
Другая область, в которой искусственные языки можно сравнить с возрождаемыми, — это недостаток данных прагматики при документации существующих и разработке новых языков. Многие создатели упускают невербальную информацию: жесты, выражения лица и так далее; эти же аспекты общения обычно не попадают и в грамматики угасающих языков.

## Сообщества искусственных языков

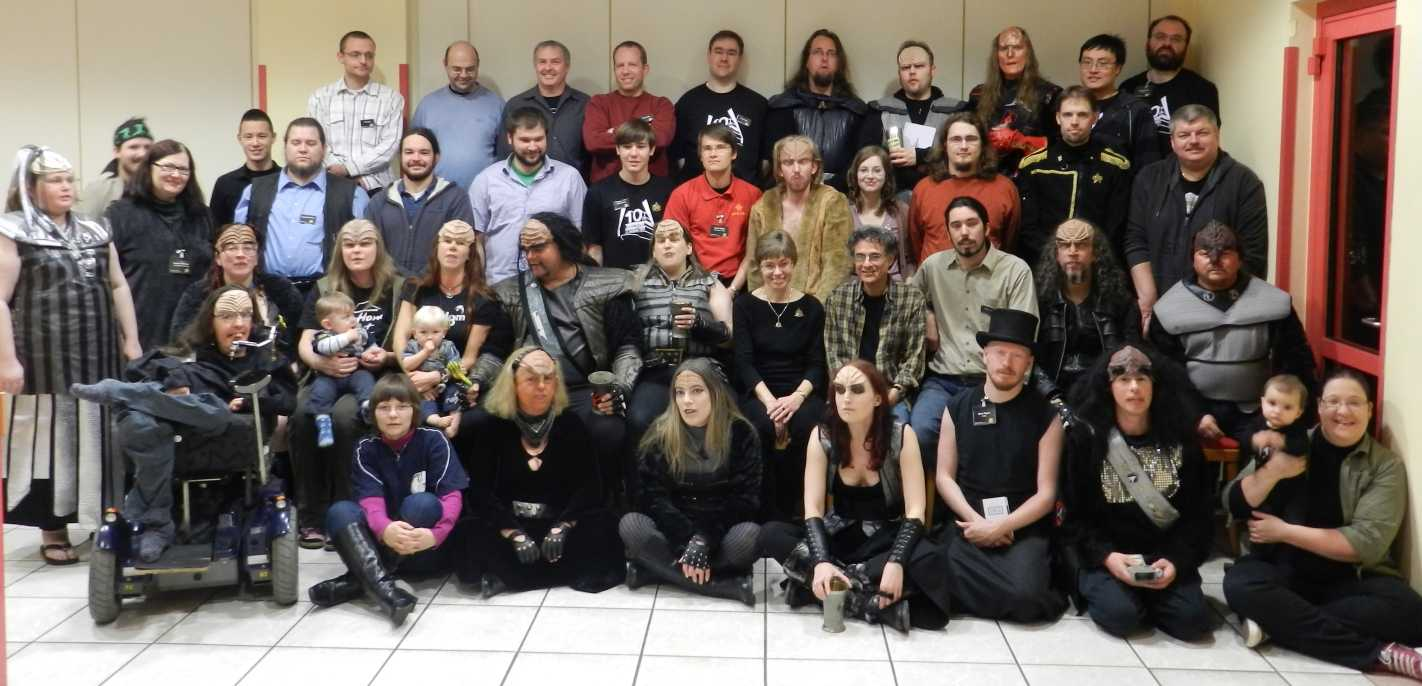
Участники 10-го клингонского конгресса

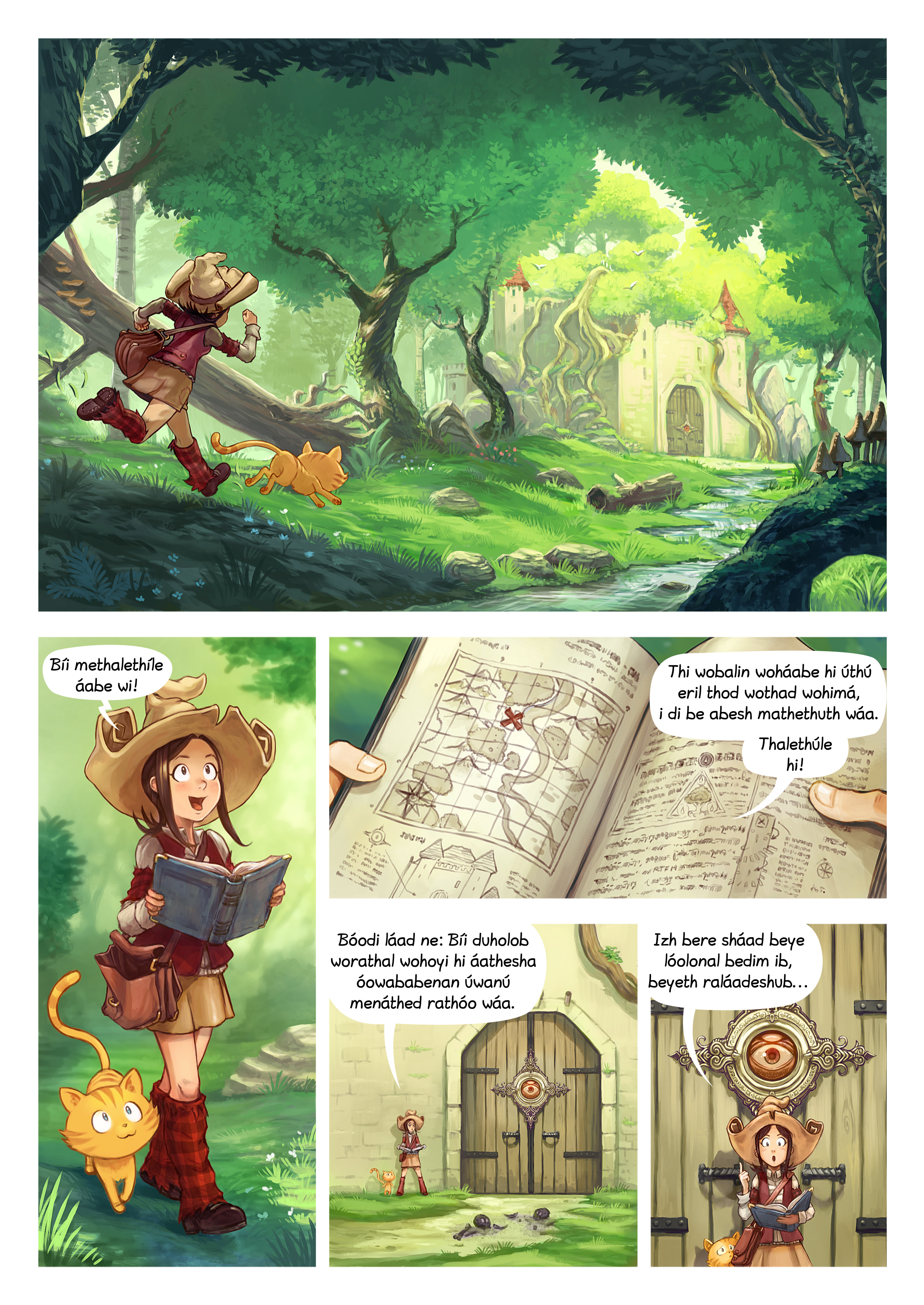
Перевод страницы комикса Pepper&Carrot на лаадан

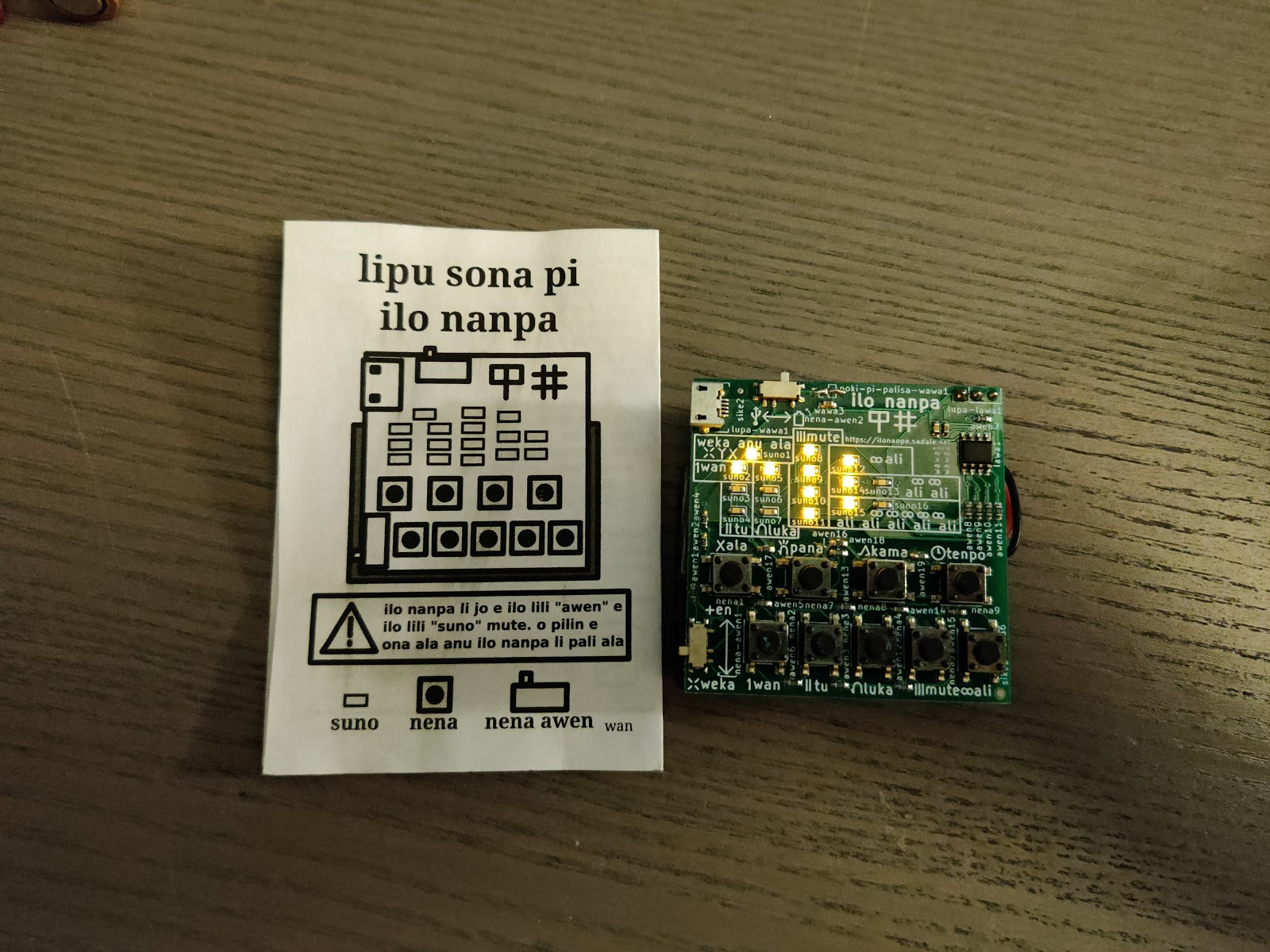
Калькулятор, приспособленный для числительных токипоны

Многие известные создатели искусственных языков подчёркивали социальный характер этой деятельности: Толкин утверждал, что аудитория — необходимая завершающая часть процесса создания языка, а Заменгоф изначально создал эсперанто в надежде на появление утопии, в которой все друг друга понимают.
Большинство искусственных языков создаётся одним человеком. В то же время есть языки, которые созданы группой людей, например язык интерлингва, разработанный Международной ассоциацией вспомогательного языка и ложбан, созданный Группой логического языка. Возможно и расширение круга создателей: талосский язык, культурная основа для виртуального государства под названием Талосса, был создан в 1979 году одним автором, но в 1983 его разработкой занялись Комитет по использованию талосского языка и другие организации энтузиастов.
В 1970—1990-е годы появилось несколько журналов об искусственных языках, например: Glossopoeic Quarterly, Taboo Jadoo и The Journal of Planned Languages. Основанная в 1991 году почтовая рассылка Conlang Listerv позволила множеству создателей языков начать обсуждать процесс создания языков, делиться отзывами на языки друг друга и учиться новому. С 2006 года раз в два года проходит специализированная конференция Language Creation Conference, участники которой в 2007 году учредили Language Creation Society (с англ. — «Общество создания языков»), выпускающее журнал Fiat Lingua.
На форумах участники обсуждают философские и лингвистические вопросы, например, обладают ли определённые искусственные языки функциями естественного языка, и какие интересные функции естественных языков можно использовать применительно к искусственным языкам; на этих форумах размещают короткие тексты, интересные переводческие задачи, а также ведутся дискуссии о философии искусственных языков и целях участников этих сообществ. Антропологи отмечают, что сообщества создателей и любителей искусственных языков обычно не имеют внутренней культуры и собственных ценностей, единственным объединяющим фактором в них является владение искусственным языком, либо сам факт интереса к ним; исключением является Эсперантия. Другой язык, вокруг которого существует крупное сообщество, — клингонский, с 1991 года работает Институт клингонского языка, публикующий обучающие и лингвистические материалы, переводы, а также организующий мероприятия.
Многие люди, изучившие искусственные языки в какой-то мере, заявляют о влиянии этого опыта на их жизнь: это отмечали, в частности, говорящие на эсперанто и дотракийском. Писательница Сьюзетт Хейден Элджин создала язык лаадан для своего романа Native Tongue и высказывала желание, чтобы лаадан помог феминистскому движению; позже она признала, что её эксперимент потерпел неудачу, однако маркеры эвиденциальности лаадана были заимствованы в язык ложбан.
Большинство создателей искусственных языков живёт в Европе и Северной Америке.

## Авторское право
Существование сообщества говорящих важно для юридического статуса искусственного языка; в 2016 году Paramount Pictures и CBS Studies попытались засудить создателей фанатского фильма Axanar, поставленного во вселенной Star Trek, за нарушение копирайта на клингонский язык. Авторы фильма с помощью Language Creation Society смогли доказать, что язык используется в сообществе, а следовательно не может защищаться авторским правом.

### Комментарии
1. ↑  «Цвета символизируют творческую энергию, а уровни башни подразумевают, что искусственный язык создаётся по частям, процесс создания никогда не завершается. Сама башня напоминает Вавилонскую башню. Флаг Conlang был выбран голосованием между многими конкурирующими проектами флага. Идея включить Вавилонскую башню в изображение флага была предложена Яном ван Стенбергеном, а идея поместить солнце на горизонт позади неё Лелэндом Полом. Идея поместить на флаг восходящее солнце принадлежит Дэвиду Петерсону, который рассматривал его как восхождение искусственного языка от забвения к популярности и славе».

### Сноски
1. ↑  Morgan.
2. 1 2 3 4 5 6 7 8 9 10 11 12 13 14 15 16 17 18 19 20 21 22 23 24 25 26 27 28 29 30 31 32  Goodall, 2023.
3. ↑  Дмитрий Казаков. Искусственная естественность // Наука и жизнь. — 2017. — № 10. — С. 100—107. Архивировано 13 октября 2017 года.
4. 1 2 3 4 5 6 7 8 9 10  Libert, 2018.
5. 1 2 3 4 5 6 7 8 9 10  Nicholas, 2003.
6. 1 2 3 4 5 6 7 8 9 10 11 12 13 14 15 16 17 18 19 20 21 22 23 24 25 26 27 28 29  Schreyer, 2021.
7. 1 2 3  Hildegard, 2007.
8. ↑  Ethnologue.
9. ↑  Roehr, 2012.
10. ↑  Zuckermann, 2009.